# 아메리칸 갱스터 (영화)
《아메리칸 갱스터》(영어: American Gangster)는 2007년 공개된 미국의 전기 범죄 영화이며, 리들리 스콧이 감독 및 제작을, 스티븐 제일리언이 각본을 맡았다. 이 영화는 형사 리치 로버츠가 이끈 전담팀에 체포되기 전까지 베트남 전쟁 중에 미국으로 돌아가는 항공기에 헤로인을 밀수한 노스캐롤라이나 주의 라그레인지 출신 갱스터 프랭크 루커스의 가공의 범죄 생활을 토대로 했다. 러셀 크로와 덴절 워싱턴은 1995년 영화 《덴젤 워싱턴의 킬링 머신》 이후로 처음 함께 주연으로서 출연했다. 그 외에도 추이텔 에지오포, 쿠바 구딩 주니어, 조시 브롤린, 테드 러바인, 루비 디, 존 오르티스, 존 호크스, 노먼 리더스등이 출연했다.
이매진 엔터테인먼트와 유니버설 픽처스가 루커스의 성장과 쇠퇴를 담은 이야기를 뉴욕 지로부터 영화 제작권을 구입한 2000년에 영화 초기 기획이 시작됐다. 2년 뒤 각본가 스티븐 제일리언은 스콧에게 170 페이지 분량의 각본을 제출했다. 초창기 제작 계획은 예산 목적으로 토론토에서 시작하려 했으나 결국에는 뉴욕으로 바뀌게 됐다. 영화 제작비의 상승으로 인해 유니버셜은 2004년 제작을 취소하고 말았다. 테리 조지와의 협의 이후, 2005년 3월 이후 다시 제작이 허가되었다. 본 촬영은 2006년 7월부터 12월까지 5개월간 이뤄졌고, 촬영은 뉴욕 시 내내에서 하다가 태국에서 끝이 났다.
《아메리칸 갱스터》는 2007년 10월 20일 뉴욕에서 시사회를 열었고, 같은 해 11월 2일 미국과 캐나다에서 개봉했다. 대부분의 영화 평론가들로부터 긍정적인 평가를 받았으며, 미국내 수익 1억 3010만 달러를 포함한 월드 와이드 2억 6560만 달러를 벌어들였다. 로버츠와 루커스를 포함한 영화에서 연기된 많은 실제 인물들은 이야기에서 많은 허구가 있었다고 말했고, 3명의 전직 미국 마약단속국 출신 인물들은 마약 단속국의 인물들의 묘사가 모욕적이라며 유니버셜 사를 고소했다. 《아메리칸 갱스터》는 아카데미 시상식에서 미술상과 여우조연상 (루비 디) 후보를 포함한 총 21개 상 후보에 올랐으며, 디의 미국 배우 조합상에서 여배우상을 포함한 세 개 상을 수상했다.

## 줄거리
1968년, 뉴욕 할렘 암흑가의 두목 범피가 죽음을 맞이하자 그의 오른팔이었던 프랭크 루카스(덴젤 워싱턴)가 그 자리를 대신한다. 프랭크는 베트남전의 혼란한 상황을 틈타 직접 태국과 베트남을 오가며 마약 밀수를 시작하고 할렘에서 고순도 마약을 싼 가격으로 판매하며 부와 명예를 쌓는다. 한편 경찰의 부정부패가 만연했던 때에 유일하게 소신을 지키는 형사 리치 로버츠(러셀 크로우)는 할렘가의 마약 범죄 소탕을 위해 특별 수사반을 결성한다. 하지만 시간이 갈수록 수사는 원점에서 맴돌고 마약 조직의 실마리 조차 찾지 못한다. 그러던 어느 날 ‘블루 매직’이라는 고순도 마약을 우연히 손에 넣게 된 리치는 베일에 쌓인 할렘 암흑가 두목의 존재를 감지하고 수사에 박차를 가하는데…

## 캐스팅
- 덴젤 워싱턴 - 프랭크 루커스
- 러셀 크로 - 리처드 "리치" 로버츠 형사
- 추이텔 에지오포 - 휴이 루커스
- 쿠바 구딩 주니어 - 리로이 니콜러스 "니키" 반스
- 조시 브롤린 - 닉 트루포 형사
- 테드 러바인 - 루 토백 팀장
- 아먼드 아산티 - 도미닉 카타노
- 존 오르티스 - 제이비어 J. 리베라 형사
- 존 호크스 - 프레디 스피어먼
- RZA - 모제스 존스 형사
- 리마리 나달 - 에바
- 율 바스케스 - 알폰소 아브루조 형사
- 루비 디 - 마할리 루커스[2]
- 이드리스 엘바 - 탱고
- 칼라 구지노 - 로리 로버츠
- 조 모턴 - 찰리 윌리엄스
- 코먼 - 터너 루커스
- 리치 코스터 - 조이 사다노
- 존 폴리토 - 로시
- 케빈 코리건 - 캄피지
- 로저 구엔버 스미스 - 네이트
- 맬컴 굿윈 - 지미 지
- 릭 영 - 쿤사
- 로저 바트 - 변호사
- 팁 해리스 - 스티브 루커스
- 케이디 스트리클랜드 - 리치의 변호사
- 루벤 산티아고 허드슨 - 닥
- 노먼 리더스 - 노먼 라일리 형사
- 클래런스 윌리엄스 3세 - 엘스워스 "범피" 존슨